# Deaflympics d'hiver de 1959
Les Deaflympics d'hiver de 1959, officiellement appelés les 4e Deaflympics d'hiver, ont lieu le 27 janvier 1959 au 31 janvier 1959 à Crans-Montana, en Suisse. Les Jeux rassemblent 53 athlètes de 9 pays. Ils participent dans un seul sport et trois disciplines qui regroupent un total de quatorze épreuves officielles, soit trois épreuves de plus qu'en 1955. Le nouveau participant est le Canada, la première pays hors d'Europe. L'équipe de Norvège a remporté le Deaflympics d'hiver de 1959.

## Sport

### Sports individuels
- Combiné nordique
- Ski Combiné
- Ski Descente
- Ski de fond
- Saut à ski
- Ski slalom
- Ski slalom géant

### Sports en équipe
- Ski de fond Relais

## Pays participants
- Allemagne
- Autriche
- Canada
- Finlande
- France
- Italie
- Norvège
- Suède
- Suisse

## Compétition

### Tableau des médailles
- Pays organisateur (Suisse)

| Rang   | Nation    | Or | Argent | Bronze | Total |
| ------ | --------- | -- | ------ | ------ | ----- |
| 1      | Norvège   | 7  | 5      | 6      | 18    |
| 2      | Allemagne | 3  | 3      | 1      | 7     |
| 3      | Finlande  | 3  | 1      | 2      | 6     |
| 4      | Autriche  | 1  | 2      | 1      | 4     |
| 5      | Suède     | 0  | 1      | 0      | 1     |
| 5      | Suisse    | 0  | 1      | 0      | 1     |
| 7      | Canada    | 0  | 0      | 1      | 1     |
| 8      | France    | 0  | 0      | 0      | 0     |
| 8      | Italie    | 0  | 0      | 0      | 0     |
| Total: | Total:    | 14 | 13     | 11     | 38    |

### La France aux Deaflympics
Il s'agit de sa 2e participation aux Deaflympics d'hiver. Avec seulement un athlète français, la France ne remporta aucune médaille.